# Francisco Antonio Mourelle
Francisco Antonio Mourelle de la Rúa (San Adrián de Corme, 17 luglio 1750 – Cadice, 24 maggio 1820) fu un ufficiale della marina e un esploratore spagnolo.
Maurelle Island, tra le isole Discovery della Columbia Britannica (Canada), prendono da lui il nome.

## Biografia
Nacque nel 1750 a San Adrián de Corme (Ponteceso), nei pressi di La Coruña, Galizia (Spagna).

### Viaggio del 1775
Mourelle servì l'esercito spagnolo in Guiana, a Trinidad e nelle Antille prima di fermarsi sulla costa pacifica della Nuova Spagna, e per la precisione nella base navale di San Blas, in Messico, nel 1774. Nel 1775 si unì alla spedizione di Bruno de Heceta e Juan Francisco de la Bodega y Quadra, divenendo il pilota di Quadra sullo schooner Sonora. Il 29 luglio, attorno al 49º parallelo Nord, il Sonora si separò dal Santiago di Heceta. Heceta tornò verso sud mentre Quadra e Mourelle proseguirono a nord, fino a raggiungere la latitudine di 58 gradi e 30 primi nord. Si ancorarono nella baia di Bucareli. Ripartirono quindi verso sud, giungendo a Monterey (California) il 7 ottobre, ed a San Blas il 20 novembre 1775.
Il giornale di bordo di Mourelle giunse in modo clandestino a Londra, dove fu tradotto e pubblicato. Il capitano James Cook utilizzò le informazioni di Mourelle durante i suoi viaggi nel Pacifico nordoccidentale.

### Viaggio del 1779
Mourelle era ancora pilota di Quadra, e secondo in comando della Favorita, nella spedizione guidata nel 1779 da Ignacio de Arteaga. La spedizione partì da San Blas l'11 febbraio 1779, e raggiunse la latitudine di 61 gradi nord e l'isola Hinchinbrook, all'imbocco del golfo dell'Alaska. Da qui salparono verso sud costeggiando la penisola di Kenai. Le navi tornarono a San Blas il 21 novembre 1779.

### Fine della carriera
Durante il suo servizio a San Blas, Mourelle viaggiò molto per tutto l'oceano Pacifico. Visitò Tonga nel 1781, oltre alle Filippine ed a Canton, in Cina.
Mourelle avrebbe dovuto essere al comando della Mexicana nel viaggio che, nel 1792, esplorò lo Stretto di Georgia ma Alessandro Malaspina mise al suo posto uno dei suoi ufficiali, Cayetano Valdés y Flores. Dionisio Alcalá Galiano comandava il Sutil, nave gemella del Mexicana.
Mourelle fu trasferito in Spagna nel 1793. Fu promosso capitano di fregata nel 1799, capitano di vascello nel 1806 e commodoro nel 1811. Nel 1818 fu messo al comando di uno squadrone che aveva il compito di sedare una ribellione a Rio de la Plata, ma questa azione non fu mai eseguita.
Mourelle morì il 24 maggio 1820, all'età di 64 anni.